# Afrosellana ventrospina
Afrosellana ventrospina är en insektsart som beskrevs av Asche 1988. Afrosellana ventrospina ingår i släktet Afrosellana och familjen sporrstritar. Inga underarter finns listade i Catalogue of Life.